# Збіґнєв Олешніцький
Збіґнєв Олешніцький гербу Дембно (нар. бл. 1430 — пом. 2 лютого 1493, Лович) — польський римо-католицький і державний діяч,
єпископ куявсько-поморський (1473–1481), архієпископ Ґнєзненський і примас Польщі (1481–1493); підканцлер коронний (1472–1476).

## Життєпис
Народився близько 1430 року в родині Яна званого Ґловачем Олешніцького, брата кардинала Збіґнєва Олешніцького; маршалка великого, каштеляна і воєводи сандомирського; і Анни з Тенчинських.
1454 року розпочав навчання в Краківському університеті, отримав ступені бакалавра (1458) і магістра мистецтв (1460).

### Політична кар'єра
1451 року розпочав працювати у королівській канцелярії, був писарем (1451–1469), секретарем (1470–1472), секретарем великим (1472), а восени 1472 року став підканцлером коронним (1472–1476).
2 лютого 1478 року король надав Збіґнєву Олешніцькому доказ необмеженої довіри, призначивши його великорадцею Королівської Пруссії з широкими повноваженнями. Під час «війни священників» (1478–1479), разом з іншими командирами керував військовими діями у Королівській Пруссії. Також, представляв короля Казимира Ягеллончика 1478 року під час переговорів з великим магістром Тевтонського ордену Мартіном Трухзесом фон Ветцгаузеном і вармінським єпископом Ніколаусом фон Тюнгеном.

### Церковна кар'єра

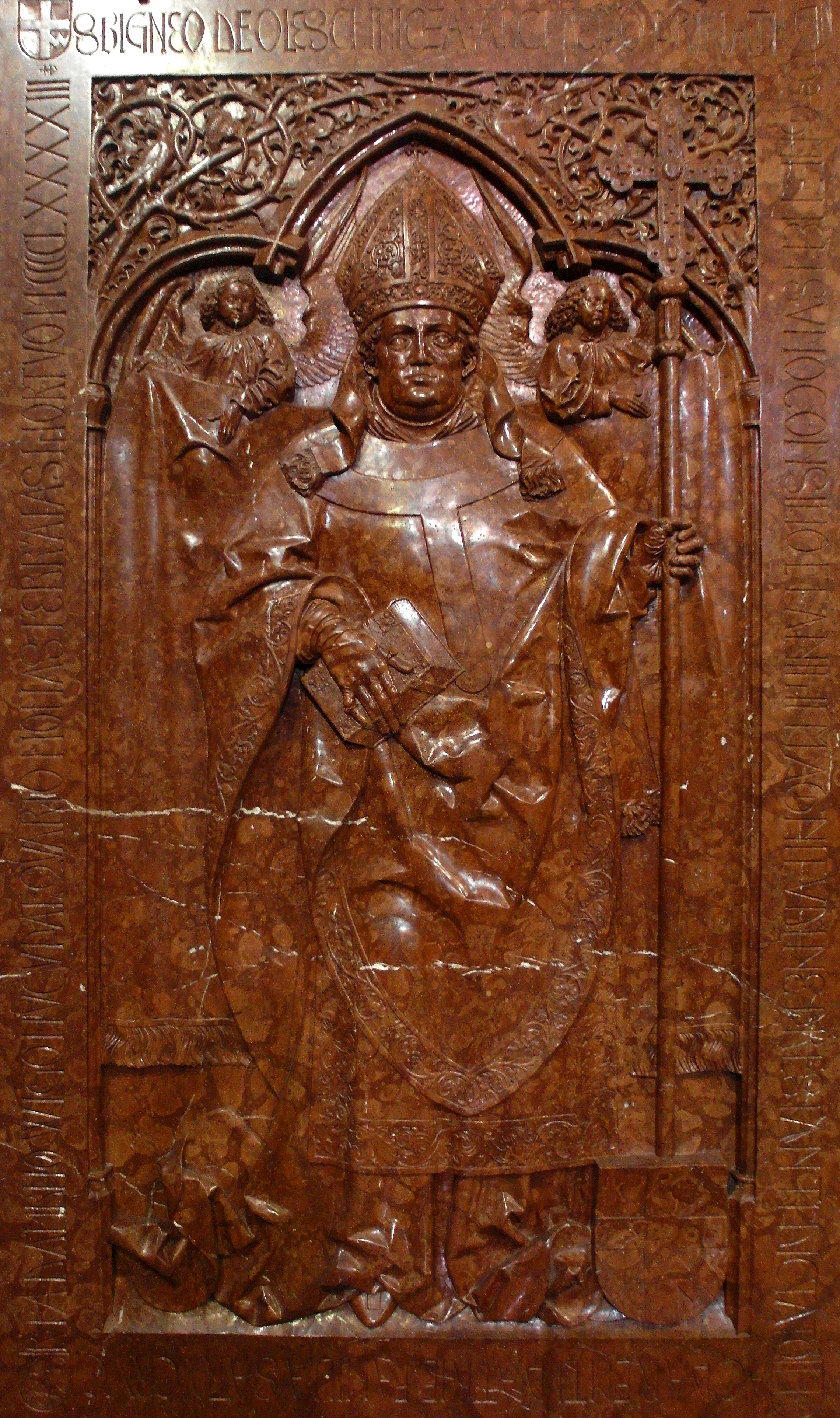
Надгробок архієпископа Збіґнєва Олешніцького у катедрі Ґнєзненській

1453 року Збіґнєв Олешніцький став плебаном у Пйотркуві, 1460 року став каноніком, перед 1471 роком схоластиком і врешті 1473 року настоятелем собору в Кракові. Був також із 1471 року каноніком влоцлавським, сандомирським і ґнєзненським. 1473 року він став куявсько-поморським єпископом.
Після смерті Якуба з Сенна 1481 року Збіґнєв Олешніцький став архієпископом Ґнєзненським і примасом Польщі. Він кілька разів скликав провінційні синоди, на яких вирішувалися питання зміцнення дисципліни духовенства і внесків на військові виправи короля. Збіґнєв Олешніцький відомий своїм літературним меценатством і захисником ранньої гуманістичної культури.
Під час відсутності короля Казимира Ягеллончика в короні примас був його заступником у державних справах. Наприкінці правління короля їхні відносини погіршилися, ймовірно, через суперництво Збіґнєва Олешніцького з краківським єпископом, королевичем Фридериком Ягеллончиком.
Після смерті Казимира Ягеллончика примас активно підтримував кандидатуру мазовецького князя Януша II на королівський трон. Після обрання Яна Ольбрахта королем, Збіґнєв Олешніцький швидко з ним помирився та коронував його 1492 року у Вавельській катедрі.
По дорозі з Кракова до Ґнєзно Олешніцький затримався у Ловичі, де помер 2 лютого 1493 року. Тіло поховали 28 лютого на порозі пресбітерія Ґнєзненської катедри. Гробницю примаса створив скульптор Віт Ствош з червоного угорського мармуру.